# مطار كناريا الكبرى
مطار كناريا الكبرى (إياتا: LPA، إيكاو: GCLP) هو مطار يقع في لاس بالماس دي غران كناريا، إسبانيا. تأسس في 1930. غران كناريا هي الجزيرة الثانية التي تستقطب أكبر عدد من الركاب في جزر الكناري، بعد تينيريفي.

## شركات الطيران والوجهات
| شركـات طيـران                   | الوجهات |
| ------------------------------- | --- |
| أير لينغس                       | مطار دبلن الدولي |
| طيران البلطيق                   | موسمي: Aalborg (تبدأ في 3 ديسمبر 2023)، Bergen (تبدأ في 1 ديسمبر 2023)، Billund (تبدأ في 1 ديسمبر 2023)، مطار كوبنهاغن (تبدأ في 2 ديسمبر 2023)، مطار أوسلو-غاردرموين (تبدأ في 3 ديسمبر 2023)، مطار ريغا الدولي، مطار ساندفيورد، تورب (تبدأ في 2 ديسمبر 2023)، Tampere (تبدأ في 5 ديسمبر 2023)، مطار تالين (تبدأ في 7 ديسمبر 2023)، مطار فيلنيوس (تبدأ في 2 ديسمبر 2023) |
| طيران أوروبا                    | مطار مدريد باراخاس الدولي |
| الخطوط الجوية الفرنسية          | موسمي: مطار باريس شارل ديغول |
| الخطوط الجوية الأطلسية          | موسمي: مطار فاغار |
| الخطوط الجوية النمساوية         | مطار فيينا الدولي |
| Azores Airlines                 | مطار كريستيانو رونالدو، Ponta Delgada |
| بينتر كنارياس                   | مطار قرجيطة، مطار أكادير المسيرة الدولي، Asturias، مطار بانجول الدولي، مطار محمد الخامس الدولي، مطار بليز دياغني الدولي، مطار الداخلة، El Hierro ‏، Fuerteventura، Granada، مطار كريستيانو رونالدو، مطار كلميم، مطار العيون الحسن الأول، مطار لانزاروت، مطار لا بالما، مطار مرسية الدولي، مطار نواكشوط الدولي، مطار ميورقة، Pamplona، Sal، مطار سان سيباستيان، مطار سانتاندير، مطار تينيريفي الشمالي، مطار تينيريفي الجنوبي، Vigo، Vitoria، مطار سرقسطة موسمي: مطار الصويرة موكادور (تبدأ في 1 يوليو 2023)، مطار فاس سايس الدولي، Florence، مطار إيبيزا (تبدأ في 6 يوليو 2023)، مطار خيريز، مطار ليل، Menorca، Ponta Delgada، Reus، مطار طنجة ابن بطوطة الدولي (تبدأ في 5 يوليو 2023)، مطار تولوز بلانياك، مطار بلد الوليد، مطار البندقية ماركو بولو |
| الخطوط الجوية البريطانية        | مطار غاتويك |
| خطوط بروكسل الجوية              | مطار بروكسل الدولي |
| CanaryFly                       | Fuerteventura، مطار لانزاروت، مطار لا بالما، مطار تينيريفي الشمالي |
| Chair Airlines                  | موسمي: مطار زيورخ الدولي |
| كوندور للطيران                  | مطار دوسلدورف الدولي، مطار فرانكفورت، مطار هامبورغ، مطار لايبزيغ هاله، مطار ميونخ الدولي، مطار شتوتغارت الدولي |
| Corendon Airlines               | مطار كولونيا بون الدولي، مطار دوسلدورف الدولي، مطار هانوفر لانغنهاغن، مطار نورمبرغ |
| كوريندون هولاندا                | مطار سخيبول أمستردام موسمي: مطار ماستريخت آخن |
| DAT                             | موسمي عارض: Aalborg، Aarhus، Billund، مطار كوبنهاغن |
| إيزي جيت                        | مطار بريستول، مطار غاتويك، مطار لندن لوتن، مطار مانشستر موسمي: مطار سخيبول أمستردام، مطار بلفاست الدولي، مطار جنيف الدولي، مطار غلاسكو الدولي |
| إديلويس إير                     | مطار زيورخ الدولي |
| Enter Air                       | موسمي عارض: مطار كاتوفيتشي، مطار وارسو فريدريك شوبان |
| يورو وينجز                      | مطار كولونيا بون الدولي، مطار دوسلدورف الدولي، مطار هامبورغ موسمي: مطار برلين براندنبرغ، مطار هانوفر لانغنهاغن (تستأنف 29 أكتوبر 2023)، مطار غراتس (تبدأ في 29 أكتوبر 2023)، مطار نورمبرغ (تستأنف 29 أكتوبر 2023)، مطار سالزبورغ، مطار شتوتغارت الدولي |
| Eurowings Discover              | مطار فرانكفورت، مطار ميونخ الدولي |
| فين إير                         | مطار هلسنكي فانتا |
| Freebird Airlines Europe        | موسمي عارض: Paderborn/Lippstadt |
| أيبيريا (شركة طيران)            | مطار مدريد باراخاس الدولي موسمي: مطار أليكانتي، Badajoz (تبدأ في 10 يوليو 2023)، León، مطار مليلية، Santiago de Compostela ‏، مطار بلنسية، مطار بلد الوليد، Vigo، مطار سرقسطة (تبدأ في 21 يوليو 2023) |
| Iberia Express                  | مطار مدريد باراخاس الدولي |
| طيران آيسلندا                   | موسمي: مطار كيفلافيك الدولي |
| جيت تو دوت كوم                  | مطار بلفاست الدولي، مطار برمينغهام، مطار بريستول، East Midlands ‏، مطار إدنبرة، مطار غلاسكو الدولي، Leeds/Bradford، مطار ليفربول (تبدأ في 30 مارس 2024)، مطار لندن ستانستد، مطار مانشستر، مطار نيوكاسل |
| لوفتهانزا                       | موسمي: مطار ميونخ الدولي |
| لوكس إير                        | مطار لوكسمبورغ |
| Marabu                          | مطار ميونخ الدولي موسمي: مطار هامبورغ |
| الموريتانية للطيران             | مطار نواذيبو الدولي، مطار نواكشوط الدولي |
| نيوس (شركة طيران)               | مطار مالبينسا، Verona |
| آير شاتل النرويجية              | مطار كوبنهاغن، مطار أوسلو-غاردرموين موسمي: Ålesund، Bergen، مطار ستوكهولم أرلاندا |
| بلاي (شركة طيران)               | موسمي: مطار كيفلافيك الدولي |
| الخطوط الملكية المغربية         | مطار العيون الحسن الأول |
| الخطوط الملكية المغربية إكسبريس | مطار محمد الخامس الدولي |
| رايان إير                       | مطار أوريو أل سيريو، مطار برلين براندنبرغ، مطار برمينغهام، مطار بريستول، Bournemouth، مطار بروكسل شارلروا الجنوب، Cork، مطار دبلن الدولي، East Midlands ‏، مطار إدنبرة، Glasgow-Prestwick، مطار لندن لوتن، مطار لندن ستانستد، مطار مدريد باراخاس الدولي، مطار مالقة الدولي، مطار مانشستر، مطار مراكش المنارة الدولي، مطار مالبينسا، مطار نيوكاسل، مطار ميورقة، مطار ليوناردو دا فينشي، Santiago de Compostela ‏، مطار إشبيلية، مطار بلنسية موسمي: مطار برشلونة الدولي، مطار بولونيا، مطار بودابست فرانز ليست الدولي، مطار كولونيا بون الدولي، مطار كارلسروه/بادن-بادن، مطار كراكوف، مطار ميمينجين، مطار بيزا الدولي، مطار بورتو الدولي، Shannon، مطار تريفيزو، مطار فيينا الدولي                                                                      |
| الخطوط الجوية الإسكندنافية      | مطار أوسلو-غاردرموين موسمي: مطار كوبنهاغن، مطار ستوكهولم أرلاندا موسمي عارض: Bergen، Billund، Gothenburg، Haugesund، Kalmar، Kristiansand، Molde، مطار ستافانغر الدولي، مطار تروندهايم، فارنيس |
| خطوط ترافل سيرفس الجوية         | مطار فاكلاف هافيل الدولي موسمي عارض: Lübeck (تبدأ في 29 سبتمبر 2023) |
| Sunclass Airlines               | عارض: مطار كوبنهاغن، مطار أوسلو-غاردرموين، مطار ستوكهولم أرلاندا موسمي عارض: Aalborg، Bergen، Billund، Bodø، Gothenburg، Harstad/Narvik، مطار هلسنكي فانتا، Jönköping، Karlstad، Kuopio، Luleå، Malmö، Örebro، مطار ستافانغر الدولي، مطار ساندفيورد، تورب، Tromsø، مطار تروندهايم، فارنيس، Turku، Umeå، مطار فآسا |
| Sundair                         | موسمي: مطار برلين براندنبرغ، مطار بريمن، Dresden، Kassel |
| تاب برتغال                      | مطار لشبونة |
| ترانسافيا                       | مطار سخيبول أمستردام، مطار آيندهوفن، مطار ليون سانت إكسوبيري، مطار باريس أورلي، مطار روتردام لاهاي |
| توي للطيران                     | مطار برمينغهام، مطار بريستول، مطار كارديف الدولي، مطار دبلن الدولي، East Midlands ‏ (تبدأ في 3 أكتوبر 2023)، مطار غلاسكو الدولي، مطار غاتويك، مطار لندن ستانستد، مطار مانشستر، مطار نيوكاسل موسمي: Bournemouth، مطار إكستر |
| توي فلاي بلجيكا                 | مطار بروكسل الدولي، مطار لييج، Ostend/Bruges موسمي: مطار أنتويرب (تبدأ في 3 نوفمبر 2023) |
| توي فلاي ألمانيا                | مطار دوسلدورف الدولي، مطار فرانكفورت، مطار هانوفر لانغنهاغن، مطار ميونخ الدولي، مطار شتوتغارت الدولي |
| أركي فلاي                       | مطار سخيبول أمستردام، مطار آيندهوفن، Groningen |
| TUI fly Nordic                  | عارض: Gothenburg، مطار ستوكهولم أرلاندا موسمي عارض: Luleå، Malmö، Norrköping، Örebro، Umeå، Växjö |
| فولوتيا                         | Asturias، مطار ليون سانت إكسوبيري، مطار نانت موسمي: مطار بلباو (تبدأ في 10 أكتوبر 2023)، مطار ليل، مطار مارسيليا، مطار ستراسبورغ، مطار تولوز بلانياك |
| خطوط فيولينغ الجوية             | مطار أليكانتي، Asturias، مطار برشلونة الدولي، مطار بلباو، Billund، مطار كوبنهاغن، Granada، مطار مالقة الدولي، مطار باريس شارل ديغول، Santiago de Compostela ‏، مطار إشبيلية، مطار بلنسية، مطار سرقسطة موسمي: مطار سخيبول أمستردام، مطار غاتويك، مطار ليوناردو دا فينشي |

## الإحصائيات

### عدد الركاب
|              | الركاب     | عدد الطائرات | البضائع (طن) |
| ------------ | ---------- | ------------ | ------------ |
| 2000         | 9,376,640  | 98,063       | 43,706       |
| 2001         | 9,332,132  | 93,291       | 40,860       |
| 2002         | 9,009,756  | 93,803       | 39,638       |
| 2003         | 9,181,229  | 99,712       | 40,050       |
| 2004         | 9,467,494  | 104,659      | 40,934       |
| 2005         | 9,827,157  | 110,748      | 40,389       |
| 2006         | 10,286,726 | 114,949      | 38,360       |
| 2007         | 10,354,903 | 114,355      | 37,491       |
| 2008         | 10,212,123 | 116,252      | 33,695       |
| 2009         | 9,155,665  | 101,557      | 25,994       |
| 2010         | 9,486,035  | 103,087      | 24,528       |
| 2011         | 10,538,829 | 111,271      | 23,679       |
| 2012         | 9,892,067  | 100,393      | 20,601       |
| 2013         | 9,770,253  | 95,483       | 18,781       |
| 2014         | 10,315,732 | 102,211      | 19,821       |
| 2015         | 10,627,182 | 100,417      | 18,800       |
| 2016         | 12,093,645 | 111,996      | 18,588       |
| 2017         | 13,092,117 | 118,554      | 18,045       |
| 2018         | 13,573,304 | 131,027      | 19,174       |
| 2019         | 13,261,228 | 126,451      | 19,739       |
| 2020         | 5,134,252  | 67,280       | 13,926       |
| 2021         | 6,899,523  | 83,983       | 15,853       |
| Source: إنير |            |              |              |

### الوجهات المزدحمة
| الرتبة | المدينة                   | الركاب  |
| ------ | ------------------------- | ------- |
| 1      | مطار مدريد باراخاس الدولي | 936,631 |
| 2      | مطار تينيريفي الشمالي     | 594,683 |
| 3      | مطار لانزاروت             | 583,387 |
| 4      | Fuerteventura             | 473,897 |
| 5      | مطار برشلونة الدولي       | 315,078 |
| 6      | مطار إشبيلية              | 162,570 |
| 7      | مطار لا بالما             | 132,373 |
| 8      | مطار مالقة الدولي         | 124,485 |
| 9      | مطار تينيريفي الجنوبي     | 118,920 |
| 10     | Santiago de Compostela ‏   | 89,674  |

| الرتبة | المدينة               | الركاب  |
| ------ | --------------------- | ------- |
| 1      | مطار سخيبول أمستردام  | 212,676 |
| 2      | مطار دوسلدورف الدولي  | 204,752 |
| 3      | مطار فرانكفورت        | 181,493 |
| 4      | مطار ستوكهولم أرلاندا | 108,998 |
| 5      | مطار كوبنهاغن         | 102,855 |
| 6      | مطار ميونخ الدولي     | 90,268  |
| 7      | مطار بروكسل الدولي    | 85,407  |
| 8      | مطار أوسلو-غاردرموين  | 84,060  |
| 9      | مطار مانشستر          | 83,099  |
| 10     | مطار برلين براندنبرغ  | 80,004  |